# Австралийско-мексиканские отношения
Австралийско-мексиканские отношения — двусторонние дипломатические отношения между Австралией и Мексикой. Обе страны являются членами АТЭС, G20, Организации экономического сотрудничества и развития, ТТП, ВТО и др.

## История
Установлены дипломатические отношения были благодаря Лондону. Позже, в 1930 году Мексика открыла почетное консульство в Сиднее. Однако, после начала Второй Мировой войны, Мексика закрыла консульство. В 1960 году Мексика снова открыла консульство в Сиднее, и это привело к началу формальных дипломатических отношений 14 марта 1966 года.

## Туризм
В 2013 году примерно 77 тысяч австралийцев посетили Мексику с целью туризма. В это же время 7300 мексиканцев посетило Австралию.

## Торговля
Мексика — самый крупный торговый партнер Австралии в Латинской Америке. В 2014 году объем двусторонней торговли между обеими странами составил 1,562 млрд долларов США. Экспорт Австралии в Мексику составил 553 млн долларов США, что включает в себя: алюминий, медикаменты и медные руды. Экспорт Мексики в Австралию составил 1,9 млрд долларов США, в основном Мексика поставляет: концентраты, телекоммуникационное оборудование, удобрения и пассажирский транспорт. Австралия является для Мексики является 24-м по размеру экспортным партнером, а Мексика для Австралии 25-м. В январе 2004 года было подписано соглашение о двойном налогообложении между двумя странами.